# NGC 6591
NGC 6591 é uma galáxia espiral (S) localizada na direcção da constelação de Hercules. Possui uma declinação de +21° 03' 49" e uma ascensão recta de 18 horas, 14 minutos e 03,7 segundos.
A galáxia NGC 6591 foi descoberta em 27 de Julho de 1864 por Albert Marth.